# Гелена Шведська (ХІІІ століття)

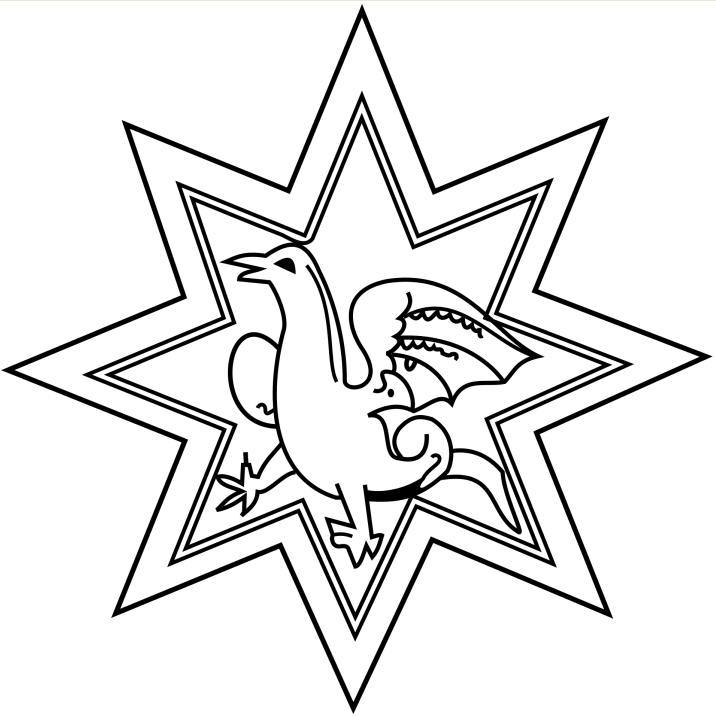
Геральдичний герб принцеси Гелени

Гелена Шведська ( прибл. 1190 — 1247, швед. Helena ) — шведська принцеса і дочка шведського короля Сверкера II. Вона була матір'ю королеви Швеції Катаріни Сунесдоттер. Пізніше вона була настоятелькою абатства Врета.

## Біографія
Олена народилася в Данії, була дочкою короля Сверкера II і королеви Бенедикти. Її батько на той час був там вигнанцем. У 1195 або 1196 році він був коронований королем Швеції. У 1208 році він був скинутий, а в 1210 році загинув у битві.
Гелена Сверкерсдоттер, єдина дочка скинутого короля, здобула освіту в абатстві Врета на момент смерті свого батька. Близько 1210 року Глена стала однією з жертв викрадень Врети.
Суне Фолькессон належав до однієї з двох династій, які були суперниками за шведський престол з 1130 року, тоді як Гелена була з іншої, династії Сверкерів. Її родичі не схвалили б пропозицію Суне Фолькессона, сина графа, який був серед супротивників Сверкера в битві, в якій він сам загинув. За народними переказами, Суне Фолькессон викрав Гелену і відвіз її в замок Імсеборг. Вони одружилися, і від їхнього шлюбу вижили дві дочки; Бенедикта з Б'єльбу і Катаріна Сунесдоттер.
У 1216 році брат Гелени став королем Швеції Юханом I. Коли він помер бездітним у 1222 році, Гелена та її дочки стали спадкоємцями династії Сверкерів. У 1243 році її дочка Катаріна Сунесдоттер (бл. 1215 – 1252) вийшла заміж за короля Еріка XI, таким чином остаточно об’єднавши дві шведські династії.
Близько 1244 року Бенґта Сунесдоттер, молодша дочка Суне Фолькасона і Гелени Сверкерсдоттер, була викрадена Лауренсом Педерссоном, юстиціаром Естерйотланда, коли вона навчалася в монастирі Врета. Незабаром Бенґта була звільнена і вийшла заміж за високого благородного Свантеполка Кнутсона, лорда Вібі.

## Інші джерела
- Lars O. Lagerqvist (1982). "Sverige och dess regenter under 1.000 år",("Sweden and its regents under a 1000 years") (Swedish) . Albert Bonniers Förlag AB. ISBN 91-0-075007-7.
- Borænius, Magnus i Klostret i Vreta i Östergötland 1724 & 2003 s. 31

## Пов’язане читання
- Lars O. Lagerqvist (1982)  Sverige och dess regenter under 1.000 år (Stockholm:  Bonniers Förlag AB) ISBN 91-0-075007-7